# Tulbaghia alliacea
Tulbaghia alliacea es una especie de planta perteneciente a la familia de las amarilidáceas. Es originaria del sur de África y es usada localmente como planta medicinal.

## Descripción
Es una planta herbácea que alcanza los 30 cm de alto.  La inflorescencia es hermafrodita en forma de umbela erecta con flores, de aroma dulce, que se abren sucesivamente, de color púrpura brillante. El fruto en forma de cápsula.

## Usos
Los bulbos son comestibles y se consumen cocidos. Las hojas y tallos se cuecen o se pican fino y se utilizan como saborizante. Las flores son consumidas por los zulúes quienes las consideran un platillo delicado y exquisito.
Como medicina natural se la utiliza para tratar dolores estomacales, se preparan infusiones a base de los bulbos la que se suministra para bajar la fiebre. Los nativos la utilizan como remedio para la tuberculosis y la influenza; como un antihipertensivo y para eliminar gusanos intestinales, y contra el reumatismo.